# Budget de l'État français en 2024
Le budget de l'État français pour 2024 fixe les recettes et les dépenses prévues pour l'année 2024.
Cette année est marquée par une « dérive inédite des finances publiques » alors que la croissance économique est restée continûment positive pendant cette période. Le déficit public, qui était prévu à 4,4 % en septembre 2023, est de 5,8%.

## Historique
Les textes budgétaires sont promulgués fin 2023 (voir tableau ci-dessous),.
Le 18 février 2024, Bruno Le Maire annonce une révision à la baisse des prévisions de croissance de 1,4 à 1 %  et le 21 février un décret annule 10 milliards d’euros de crédit dans le budget de l’État. Au printemps, Emmanuel Macron refuse un projet de loi de finances rectificative en raison des élections européennes,. À l’automne, Michel Barnier y renonce également.
En octobre 2024, la commission des Finances de l'Assemblée nationale se dote des pouvoirs d’une commission d'enquête parlementaire « afin d’étudier et de rechercher les causes de la variation et des écarts des prévisions fiscales et budgétaires des administrations publiques pour les années 2023 et 2024 ».
En décembre 2024, la loi de fin de gestion annule 5,6 milliards d’euros de crédits déjà votés. Cela concerne, en grande partie, divers fonds gelés provisoirement durant l’été par Gabriel Attal. De plus il ouvre de nouveaux crédits d’environ 4,2 milliards d’euros, pour couvrir des surcoûts exceptionnels, liés en particulier à la sécurisation des Jeux olympiques et paralympiques ainsi qu’à la crise en Nouvelle-Calédonie,.
En 2025, les projets de loi relatif aux résultats de la gestion et portant approbation des comptes et d’approbation des comptes de la sécurité sociale sont rejetés par l’Assemblée nationale et par le Sénat, de la même façon que les textes pour 2022 et 2023.
| Étape                                      | Loi de finances initiale (LFI) | Loi de financement de la Sécurité sociale                                                                                                 | Loi de fin de gestion (LFG)                                                                 |
| ------------------------------------------ | --- | --- | ------------------------------------------------------------------------------------------- |
| Dépôt                                      | le 27 septembre 2023 | le 27 septembre 2023 | le 6 novembre 2024                                                                          |
| Première lecture à l’Assemblée nationale   | modifié puis adopté le 9 novembre 2023 (engagement de la responsabilité du Gouvernement art. 49 al. 3 puis rejet de la motion de censure) | modifié puis adopté le 4 novembre 2023 (engagement de la responsabilité du Gouvernement art. 49 al. 3 puis rejet de la motion de censure) | modifié puis rejeté le 19 novembre 2024                                                     |
| Première lecture au Sénat                  | modifié puis adopté le 12 décembre 2023                                                                                                   | modifié puis adopté le 21 novembre 2023                                                                                                   | modifié puis adopté le 25 novembre 2024                                                     |
| Commission mixte paritaire                 | désaccord le 12 décembre 2023 | désaccord le 21 novembre 2023 | accord le 3 décembre 2024 · adopté par l’Assemblée nationale et le Sénat le 4 décembre 2024 |
| Nouvelle lecture à l’Assemblée nationale   | adopté le 18 décembre 2023 (engagement de la responsabilité du Gouvernement art. 49 al. 3 puis rejet de la motion de censure)             | adopté le 29 novembre 2023 (engagement de la responsabilité du Gouvernement art. 49 al. 3 puis rejet de la motion de censure)             |                                                                                             |
| Nouvelle lecture au Sénat                  | rejeté le 19 décembre 2023 | rejeté le 1er décembre 2023 |                                                                                             |
| Lecture définitive à l’Assemblée nationale | adopté le 21 décembre 2023 (engagement de la responsabilité du Gouvernement art. 49 al. 3 puis rejet de la motion de censure)             | adopté le 4 décembre 2023 (engagement de la responsabilité du Gouvernement art. 49 al. 3 puis rejet de la motion de censure)              |                                                                                             |
| Promulgation                               | le 29 décembre 2023 | le 26 décembre 2023 | le 6 décembre 2024                                                                          |

## Cadrage des finances publiques
Depuis le pacte budgétaire européen, le déficit public (solde de l’État + administrations de sécurité sociale + administrations publiques locales) et la dette publique font l’objet de trajectoires pluriannuelles.
La loi de programmation des finances publiques 2023-2027 prévoit un déficit public de 4,4 % du PIB en 2024 afin d’atteindre 2,7 % en 2027.
La loi de finances pour 2024 prévoit un déficit public de 4,4 % avec un scénario macroéconomique prévoyant une croissance du produit intérieur brut de 1,4 % et une croissance de l’indice des prix à la consommation (inflation) de 2,6 %. Lors de la présentation des projets de loi en septembre 2023, le Haut Conseil des finances publiques estime que la prévision de croissance, supérieure à celles du consensus des économistes (+0,8 %) et des organismes qu’il a auditionnés, est élevée.
En avril 2024, le programme de stabilité 2024-2027 présente un nouveau scénario macroéconomique avec une croissance du PIB de 1 % en 2024. Le solde public serait ainsi de 5,1 % du PIB en 2024 et décroit chaque année pour atteindre 2,9 % en 2027 ; la dette serait de 112 % du PIB. Le Haut Conseil des finances publiques considère que cette prévision manque de crédibilité.
Lors de la présentation des textes budgétaires pour 2025, le déficit de 2024 est désormais envisagé à 6,1 % ; dans la nouvelle trajectoire, le seuil des 3% serait atteint en 2029.
Selon les premiers résultats des comptes nationaux des administrations publiques pour l’année 2024 publié le 27 mars 2025 par l’Institut national de la statistique et des études économiques, le déficit public s’élève à 5,8 %.

## Loi de finances initiale
Le budget de l'État (et de l’État seulement), les mesures fiscales et les crédits ouverts sont votés dans la loi de finances.

### Mesures fiscales
- Report à 2027 de la suppression de la  Cotisation sur la valeur ajoutée des entreprises.

### Autres mesures
- Prolongation et recentrage du prêt à taux zéro.
- Transposition de la directive du 14 décembre 2022 visant à assurer un niveau minimum d’imposition mondial pour les groupes d’entreprises multinationales et les groupes nationaux de grande envergure dans l’Union qui met en œuvre le pilier 2 des règles OCDE de 2021 sur l’imposition minimale de 15 % des grandes entreprises[20],[21].

### Chiffres du budget promulgué
|                                                    |                                                                |                                                                                                   |                                                                                                   |                                                                                                   | Ressources | Charges | Soldes   |  |
| -------------------------------------------------- | -------------------------------------------------------------- | ------------------------------------------------------------------------------------------------- | ------------------------------------------------------------------------------------------------- | ------------------------------------------------------------------------------------------------- | ---------- | ------- | -------- |  |
|                                                    |                                                                |                                                                                                   |                                                                                                   | Recettes fiscales brutes/dépenses brutes (a)                                                      |            |         |          |  |
|                                                    |                                                                |                                                                                                   |                                                                                                   | Remboursements et dégrèvements (-b)                                                               |            |         |          |  |
|                                                    |                                                                |                                                                                                   | Recettes fiscales nettes/dépenses nettes (c=a-b)                                                  | Recettes fiscales nettes/dépenses nettes (c=a-b)                                                  | 348 482    | 445 842 |          |  |
|                                                    |                                                                |                                                                                                   | Recettes non fiscales (d)                                                                         | Recettes non fiscales (d)                                                                         | 22 704     |         |          |  |
|                                                    |                                                                | Recettes totales nettes/dépenses nettes (e=c+d)                                                   | Recettes totales nettes/dépenses nettes (e=c+d)                                                   | Recettes totales nettes/dépenses nettes (e=c+d)                                                   | 371 186    | 445 842 |          |  |
|                                                    |                                                                | Prélèvements sur recettes au profit des collectivités territoriales et de l'Union européenne (-f) | Prélèvements sur recettes au profit des collectivités territoriales et de l'Union européenne (-f) | Prélèvements sur recettes au profit des collectivités territoriales et de l'Union européenne (-f) | 66 667     |         |          |  |
|                                                    | Budget général (g=e-f)                                         | Budget général (g=e-f)                                                                            | Budget général (g=e-f)                                                                            | Budget général (g=e-f)                                                                            | 304 519    | 445 842 | −141 323 |  |
|                                                    | Évaluation des fonds de concours et crédits correspondants (h) | Évaluation des fonds de concours et crédits correspondants (h)                                    | Évaluation des fonds de concours et crédits correspondants (h)                                    | Évaluation des fonds de concours et crédits correspondants (h)                                    | 7 399      | 7 399   |          |  |
| Budget général y compris fonds de concours (i=g+h) | Budget général y compris fonds de concours (i=g+h)             | Budget général y compris fonds de concours (i=g+h)                                                | Budget général y compris fonds de concours (i=g+h)                                                | Budget général y compris fonds de concours (i=g+h)                                                | 311 917    | 453 241 |          |  |
| Budgets annexes (j)                                | Budgets annexes (j)                                            | Budgets annexes (j)                                                                               | Budgets annexes (j)                                                                               | Budgets annexes (j)                                                                               | 2 599      | 2 439   | 160      |  |
| Comptes spéciaux (k)                               | Comptes spéciaux (k)                                           | Comptes spéciaux (k)                                                                              | Comptes spéciaux (k)                                                                              | Comptes spéciaux (k)                                                                              |            |         | −5 728   |  |
| Solde général (=g+j+k)                             | Solde général (=g+j+k)                                         | Solde général (=g+j+k)                                                                            | Solde général (=g+j+k)                                                                            | Solde général (=g+j+k)                                                                            |            |         | −146 891 |  |

|                                         |                                                                                   | Évaluation      |
| --------------------------------------- | --------------------------------------------------------------------------------- | --------------- |
|                                         | Impôt sur le revenu                                                               | 93 364 477 675  |
|                                         | Impôt sur les sociétés                                                            | 72 046 845 041  |
|                                         | Taxe intérieure de consommation sur les produits énergétiques                     | 15 390 076 908  |
|                                         | Taxe sur la valeur ajoutée                                                        | 100 805 811 240 |
|                                         | Autres contributions fiscales                                                     | 66 533 913 132  |
| Recettes fiscales                       | Recettes fiscales                                                                 | 348 482 123 996 |
|                                         | Dividendes et recettes assimilées                                                 | 3 154 700 000   |
|                                         | Produits de la vente de biens et services                                         | 3 543 928 718   |
|                                         | Amendes, sanctions pénalités et frais de poursuites                               | 2 910 524 644   |
|                                         | Divers                                                                            | 13 094 776 916  |
| Recettes non fiscales                   | Recettes non fiscales                                                             | 22 703 930 278  |
|                                         | Prélèvements sur les recettes de l’État au profit des collectivités territoriales | −45 057 825 520 |
|                                         | Prélèvement sur les recettes de l’État au profit de l’Union européenne            | −21 609 624 014 |
| Prélèvements sur les recettes de l’État | Prélèvements sur les recettes de l’État                                           | −66 667 449 534 |
| Fonds de concours                       | Fonds de concours                                                                 | 7 398 632 983   |

Les crédits ouverts aux ministres par la loi de finances initiale pour 2024 au titre du budget général sont répartis conformément au tableau suivant.
| Mission                                                   | Montant en euros du crédit de paiement | Ministre disposant des crédits Les missions sont décomposées de plusieurs programmes. Lorsque plusieurs ministres sont indiqués, chacun est responsable d'un programme, au sein de la mission                                                                          |
| --------------------------------------------------------- | -------------------------------------- | --- |
| Action et transformation publique                         |                                        | |
| Action extérieure de l'État                               | +003 506 629 505,                      | Ministre de l'Europe et des Affaires étrangères |
| Administration générale et territoriale de l'État         | +004 657 119 598,                      | Ministre de l’Intérieur et des outre-mer |
| Agriculture, alimentation, forêt et affaires rurales      | +004 746 929 504,                      | Ministre de l'Agriculture et de la souveraineté alimentaire |
| Aide publique au développement                            | +005 928 922 015,                      | Ministre de l’Économie, des Finances et de la souveraineté industrielle et numérique, ministre de l'Europe et des Affaires étrangères |
| Anciens combattants, mémoire et liens avec la nation      | +001 927 457 459,                      | Ministre des Armées, Premier ministre |
| Cohésion des territoires                                  | +019 186 932 077,                      | Ministre de la Transition écologique et de la cohésion des territoires, Premier ministre |
| Conseil et contrôle de l’État                             | +000883 557 109,                       | Premier ministre |
| Crédits non répartis                                      | +000510 526 298,                       | Ministre de l’Économie, des Finances et de la souveraineté industrielle et numérique |
| Culture                                                   | +003 905 119 894,                      | Ministre de la Culture |
| Défense                                                   | +056 755 730 543,                      | Ministre des Armées |
| Direction de l'action du Gouvernement                     | +001 052 836 714,                      | Premier ministre |
| Écologie, développement et mobilité durable               | +021 618 029 487,                      | Ministre de la Transition écologique et de la cohésion des territoires, ministre de la Transition énergétique, Premier ministre |
| Économie                                                  | +004 293 248 047,                      | Ministre de l’Économie, des Finances et de la souveraineté industrielle et numérique |
| Engagements financiers de l’État                          | +060 818 123 694,                      | Ministre de l’Économie, des Finances et de la souveraineté industrielle et numérique |
| Enseignement scolaire                                     | +087 002 150 228,                      | Ministre de l’Éducation nationale et de la Jeunesse, ministre de l'Agriculture et de la souveraineté alimentaire |
| Gestion des finances publiques et des ressources humaines |                                        | |
| Gestion des finances publiques                            | +010 899 839 683,                      | Ministre de l’Économie, des Finances et de la souveraineté industrielle et numérique |
| Immigration, asile et intégration                         | +002 156 502 672,                      | Ministre de l’Intérieur et des outre-mer |
| Investissements d'avenir                                  | +007 701 710 000,                      | Premier ministre |
| Justice                                                   | +012 161 946 765,                      | Garde des sceaux, ministre de la Justice |
| Médias, livre et industries culturelles                   | +000735 947 922,                       | Ministre de la Culture |
| Outre-mer                                                 | +002 804 463 991,                      | Ministre de l’Intérieur et des outre-mer |
| Plan de relance                                           | +001 413 961 042,                      | Ministre de l’Économie, des Finances et de la souveraineté industrielle et numérique |
| Plan d’urgence face à la crise sanitaire                  |                                        | |
| Pouvoirs publics                                          | +001 137 842 143,                      | (non géré par le Gouvernement) |
| Recherche et enseignement supérieur                       | +031 839 150 903,                      | Ministre de l'Enseignement supérieur et de la Recherche, ministre de la Transition énergétique, ministre de l’Économie, des Finances et de la souveraineté industrielle et numérique, ministre des Armées, ministre de l'Agriculture et de la souveraineté alimentaire |
| Régimes sociaux et de retraite                            | +006 228 688 445,                      | Ministre de l’Économie, des Finances et de la souveraineté industrielle et numérique, Premier ministre |
| Relations avec les collectivités territoriales            | +003 961 389 661,                      | Ministre de la Transition écologique et de la cohésion des territoires |
| Remboursements et dégrèvements                            | +140 480 146 022,                      | Ministre de l’Économie, des Finances et de la souveraineté industrielle et numérique |
| Santé                                                     | +002 735 781 268,                      | Ministre de la santé et de la prévention |
| Sécurités                                                 | +024 315 078 253,                      | Ministre de l’Intérieur et des outre-mer |
| Solidarité, insertion et égalité des chances              | +031 098 886 491,                      | Ministre des Solidarités et des familles, Premier ministre |
| Sports, jeunesse et vie associative                       | +001 809 794 180,                      | Ministre des Sports et des jeux Olympiques et Paralympiques, ministre de l’Éducation nationale et de la jeunesse |
| Transformation et fonction publiques                      | +001 095 721 681,                      | Ministre de l’Économie, des Finances et de la souveraineté industrielle et numérique, ministre de la Transformation et de la fonction publiques |
| Travail et emploi                                         | +022 660 984 550,                      | Ministre du Travail, du plein emploi et de l'insertion |
| Total                                                     | +582 031 147 844,                      | |

## Loi de fin de gestion
|     | Dépenses nettes du budget général | Recettes fiscales nettes | Solde |
| --- | --------------------------------- | ------------------------ | ----- |
| LFI | 446                               | 348                      | -147  |
| LFG | 438 (-8)                          | 324 (-24)                | -163  |

## Loi de financement de la Sécurité sociale
La loi de financement de la Sécurité sociale fixe les prévisions de recettes, les objectifs de dépenses de la Sécurité sociale. Ce n’est pas un budget à proprement parler et cela ne fait pas partie du budget de l’État.
Pour l’année 2024, il est prévu, pour toutes branches (maladie, accidents du travail, retraites, famille, autonomie, Fonds de solidarité vieillesse et hors transferts entre branches), des recettes de 602,2 milliards d’euros et des dépenses de 610,9 milliards d’euros.

## Comptes de l’État
Selon la  Cour des comptes, le déficit, en amélioration par rapport à 2023, est supérieur de neuf milliards d’euros à l’objectif de la loi de finances initiale.
Dans leur rapport d’enquête, adopté à l’unanimité, les députés de la commission des Finances présentent des visions opposées : Mathieu Lefèvre (EPR) attribue les erreurs de prévisions aux services du ministère de l'Économie et des Finances, Eric Ciotti (UDR) les lie à des dissimulations politiques et Éric Coquerel (LFI) y voit un optimisme découlant d’une croyance trop forte dans les résultats d’une politique économique,.
|                                                    |                                                    |                                                                                                   |                                                                                                   |                                                                                                   | Recettes | Dépenses | Soldes   |  |
| -------------------------------------------------- | -------------------------------------------------- | ------------------------------------------------------------------------------------------------- | ------------------------------------------------------------------------------------------------- | ------------------------------------------------------------------------------------------------- | -------- | -------- | -------- |  |
|                                                    |                                                    |                                                                                                   |                                                                                                   | Recettes fiscales brutes/dépenses brutes (a)                                                      |          |          |          |  |
|                                                    |                                                    |                                                                                                   |                                                                                                   | Remboursements et dégrèvements (-b)                                                               |          |          |          |  |
|                                                    |                                                    |                                                                                                   | Recettes fiscales nettes/dépenses nettes (c=a-b)                                                  | Recettes fiscales nettes/dépenses nettes (c=a-b)                                                  | 325 679  | 435 104  |          |  |
|                                                    |                                                    |                                                                                                   | Recettes non fiscales (d)                                                                         | Recettes non fiscales (d)                                                                         | 23 211   |          |          |  |
|                                                    |                                                    | Recettes totales nettes/dépenses nettes (e=c+d)                                                   | Recettes totales nettes/dépenses nettes (e=c+d)                                                   | Recettes totales nettes/dépenses nettes (e=c+d)                                                   | 348 890  | 435 104  |          |  |
|                                                    |                                                    | Prélèvements sur recettes au profit des collectivités territoriales et de l'Union européenne (-f) | Prélèvements sur recettes au profit des collectivités territoriales et de l'Union européenne (-f) | Prélèvements sur recettes au profit des collectivités territoriales et de l'Union européenne (-f) | 67 733   |          |          |  |
|                                                    | Budget général (g=e-f)                             | Budget général (g=e-f)                                                                            | Budget général (g=e-f)                                                                            | Budget général (g=e-f)                                                                            | 281 157  | 435 104  |          |  |
|                                                    | Fonds de concours (h)                              | Fonds de concours (h)                                                                             | Fonds de concours (h)                                                                             | Fonds de concours (h)                                                                             | 8 309    | 8 309    |          |  |
| Budget général y compris fonds de concours (i=g+h) | Budget général y compris fonds de concours (i=g+h) | Budget général y compris fonds de concours (i=g+h)                                                | Budget général y compris fonds de concours (i=g+h)                                                | Budget général y compris fonds de concours (i=g+h)                                                | 289 466  | 443 413  | −153 946 |  |
| Budgets annexes (j)                                | Budgets annexes (j)                                | Budgets annexes (j)                                                                               | Budgets annexes (j)                                                                               | Budgets annexes (j)                                                                               | 2 726    | 2 359    | 366      |  |
| Comptes spéciaux (k)                               | Comptes spéciaux (k)                               | Comptes spéciaux (k)                                                                              | Comptes spéciaux (k)                                                                              | Comptes spéciaux (k)                                                                              |          |          | −2 349   |  |
| Solde général (=i+j+k)                             | Solde général (=i+j+k)                             | Solde général (=i+j+k)                                                                            | Solde général (=i+j+k)                                                                            | Solde général (=i+j+k)                                                                            |          |          | −155 929 |  |